# ヴィエルコポルスカ県
ヴィエルコポルスカ県（ポーランド語: Województwo wielkopolskie [vɔjɛˈvut͡stfɔ vjɛlkɔˈpɔlskʲɛ] ( 音声ファイル)）は、ポーランド中西部の県である。県都はポズナン。全国16県の中では、面積で2番目、人口で3番目に大きい。1999年に、旧ポズナン県、カリシュ県、コニン県、レシュノ県と、ピワ郡の大部分の地域を統合して発足した。ルブシュ県、ドルヌィ・シロンスク県、オポーレ県、ウッチ県、ポモージェ県、西ポモージェ県、クヤヴィ・ポモージェ県と接している。
「ヴィエルコポルスカ」（大ポーランド）を意味する県名は、この地域の「ポーランド揺籃（ようらん）の地」という歴史的呼称でもある。歴史学者ズィグムント・グローゲルによれば、これは旧い村の隣に新しい村を立てた際にポーランドの習慣にしたがい、新旧それぞれに「小」と「大」を冠して並び称した。公文書の初出は1242年、プシェムィスウ公とボレスワフ敬虔公が共同で「大ポーランド両公」（ラテン語: Duces Maioris Poloniae）と称したときである。対義語はマウォポルスカ（小ポーランド）ではあるが、実際のところ、かつてのポーランド・リトアニア共和国の時代、面積は前者（大ポーランド）のほうが後者よりも小さかった。マウォポルスカ地方は現在のウクライナ全土までをも含む広大な地域を指した。

## 地域区分
ヴィエルコポルスカ県の構成単位は powiatと呼ばれる郡であり、市郡4件と31の地郡の2分類合計35郡（地区＝波: powiat）で成り立つ。さらにそれぞれの下にあるグミナ（単／複 波: gmina / gminy）
は総計226を数える。
郡の一覧を下記に示す。それぞれの下位に人口の多い順に並べた。
| 名称 日本語 ポーランド語                                         | 名称 日本語 ポーランド語 | 面積 （km2） （mi2） | 面積 （km2） （mi2） | 人口 （単位：人） （2019年） | 中心都市 | その他の都市 | "※1" |
| 市郡                                                             |                          |                      |                      | 人口 （単位：人） （2019年） | 中心都市 | その他の都市 | "※1" |
| ポズナン                                                         | ポズナン                 | 262                  | 101                  | 53万5802                     |          |              | 1    |
| カリシュ                                                         | カリシュ                 | 70                   | 27                   | 10万482                      |          |              | 1    |
| コニン                                                           | コニン                   | 82                   | 32                   | 7万3742                      |          |              | 1    |
| レシュノ                                                         | レシュノ                 | 32                   | 12                   | 6万3774                      |          |              | 1    |
| 【凡例】人口統計の単位は人（2019年）。"※1"＝基礎自治体の合計件数 |                          |                      |                      |                              |          |              |      |

| 名称 日本語 ポーランド語                                      | 面積 （km2） （mi2） | 面積 （km2） （mi2） | 人口     | 中心都市                                | その他の都市 | "※2" |
| 地郡                                                          |                      |                      | 人口     | 中心都市                                | その他の都市 | "※2" |
| ポズナン郡 powiat poznański                                   | 1,900                | 734                  | 39万4541 | ポズナン *                              |              | 17   |
| オストルフ・ヴィエルコポルスキ郡 powiat ostrowski             | 1,161                | 448                  | 16万1526 | オストルフ・ヴィエルコポルスキ          |              | 8    |
| en:Gniezno County powiat gnieźnieński                         | 1,254                | 484                  | 14万5198 | グニェズノ                              |              | 10   |
| ピワ powiat pilski                                            | 1,267                | 489                  | 13万6261 | ピワ                                    |              | 9    |
| コニン郡 powiat koniński                                      | 1,579                | 610                  | 13万26   | コニン *                                |              | 14   |
| シャモトゥウィ郡 powiat szamotulski                           | 1,120                | 432                  | 9万1303  | en:Szamotuły                            |              | 8    |
| en:Czarnków-Trzcianka County powiat czarnkowsko-trzcianecki   | 1,808                | 698                  | 8万7231  | ツァルンクフ／ チャルンクフ en:Czarnków |              | 8    |
| en:Koło County powiat kolski                                  | 1,011                | 390                  | 8万6925  | コウォ                                  |              | 11   |
| en:Turek County powiat turecki                                | 929                  | 359                  | 8万3998  | トゥレク                                |              | 9    |
| en:Kalisz County powiat kaliski                               | 1,160                | 448                  | 8万3008  | en:Kalisz *                             |              | 11   |
| en:Kościan County powiat kościański                           | 723                  | 279                  | 7万9171  | en:Kościan                              |              | 5    |
| クロトシン郡 powiat krotoszyński                              | 714                  | 276                  | 7万7304  | en:Krotoszyn                            |              | 6    |
| en:Września County powiat wrzesiński                          | 704                  | 272                  | 7万7820  | en:Września                             |              | 5    |
| en:Gostyń County powiat gostyński                             | 810                  | 313                  | 7万5917  | en:Gostyń                               |              | 7    |
| en:Nowy Tomyśl County powiat nowotomyski                      | 1,012                | 391                  | 7万5457  | en:Nowy Tomyśl                          |              | 6    |
| en:Jarocin County powiat jarociński                           | 588                  | 227                  | 7万1595  | en:Jarocin                              |              | 4    |
| en:Wągrowiec County powiat wągrowiecki                        | 1,041                | 402                  | 7万301   | en:Wągrowiec                            |              | 7    |
| en:Złotów County powiat złotowski                             | 1,661                | 641                  | 6万9505  | en:Złotów                               |              | 8    |
| en:Pleszew County powiat pleszewski                           | 712                  | 275                  | 6万3121  | en:Pleszew                              |              | 6    |
| en:Śrem County powiat śremski                                 | 574                  | 222                  | 6万1303  | en:Śrem                                 |              | 4    |
| en:Rawicz County powiat rawicki                               | 553                  | 214                  | 6万344   | en:Rawicz                               |              | 5    |
| en:Oborniki County powiat obornicki                           | 713                  | 275                  | 5万9819  | en:Oborniki                             |              | 3    |
| スルプツァ郡 powiat słupecki                                  | 838                  | 324                  | 5万9246  | スルプツァ                              |              | 8    |
| en:Środa Wielkopolska County powiat średzki                   | 623                  | 241                  | 5万8664  | en:Środa Wielkopolska                   |              | 5    |
| en:Wolsztyn County powiat wolsztyński                         | 680                  | 263                  | 5万7350  | en:Wolsztyn                             |              | 3    |
| en:Kępno County powiat kępiński                               | 608                  | 235                  | 5万6494  | en:Kępno                                |              | 7    |
| en:Leszno County powiat leszczyński                           | 805                  | 311                  | 5万6799  | en:Leszno *                             |              | 7    |
| en:Ostrzeszów County powiat ostrzeszowski                     | 772                  | 298                  | 5万5404  | en:Ostrzeszów                           |              | 7    |
| en:Grodzisk Wielkopolski County powiat grodziski              | 644                  | 249                  | 5万1988  | en:Grodzisk Wielkopolski                |              | 5    |
| en:Chodzież County powiat chodzieski                          | 681                  | 263                  | 4万7168  | en:Chodzież                             |              | 5    |
| en:Międzychód County powiat międzychodzki                     | 737                  | 285                  | 3万6883  | en:Międzychód                           |              | 4    |
| 【凡例】*＝郡の外部にある主要都市。"※2"＝基礎自治体の合計件数 |                      |                      |          |                                         |              |      |

## 観光地

### グニェズノ
ポーランド王国の建国時より大司教座がある。グニェズノ大聖堂の扉は1175年に製作され、ロマネスク様式の好例である。

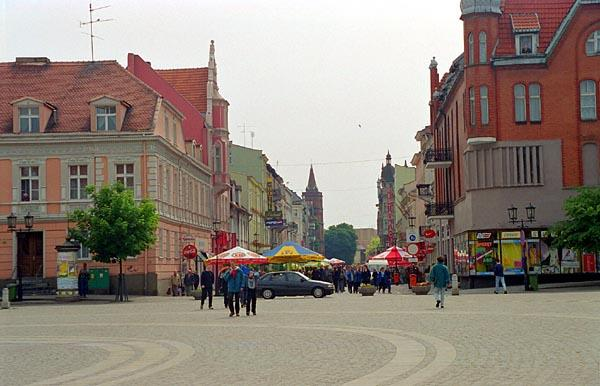
旧市街広場
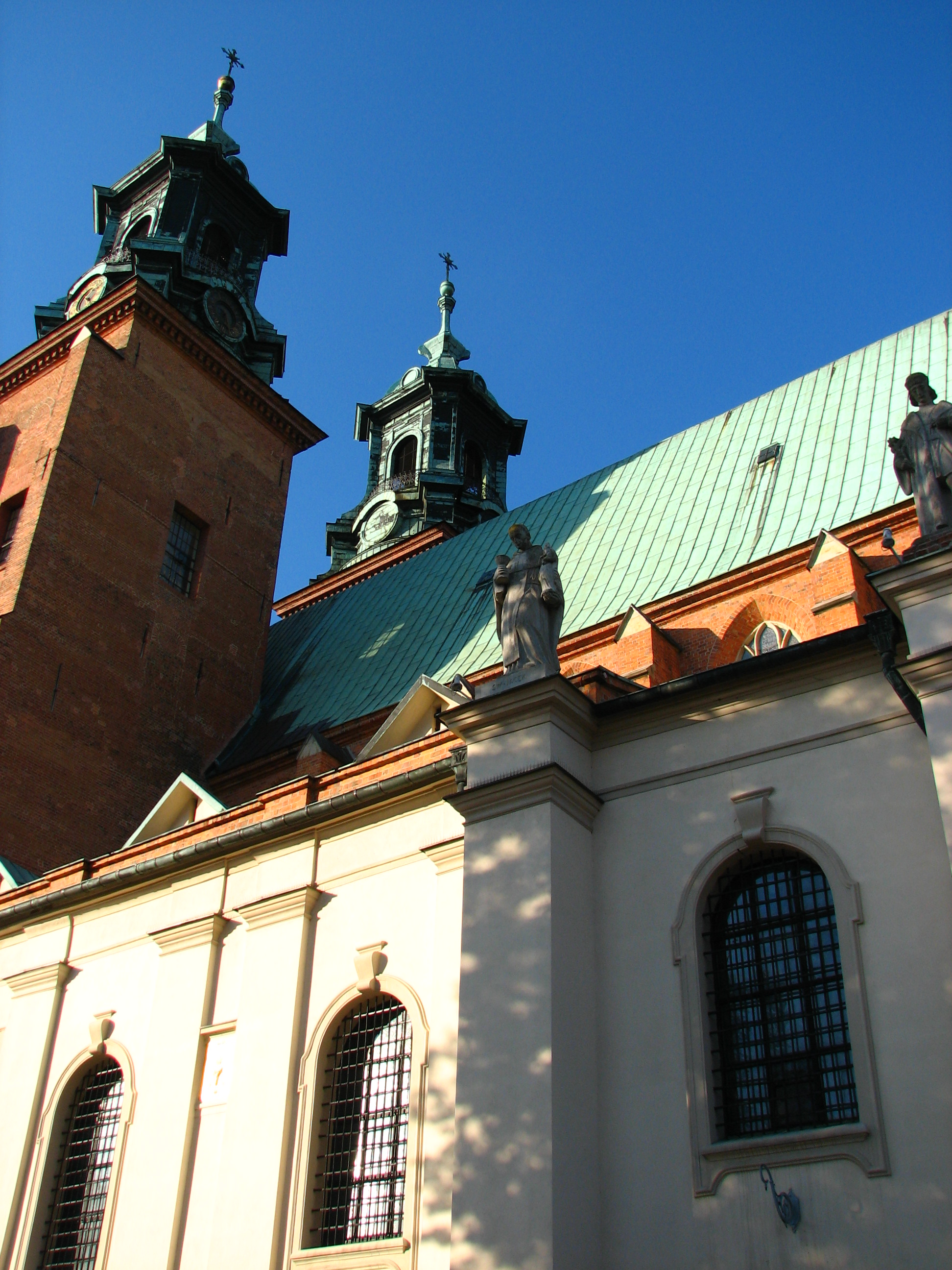
グニェズノ大聖堂
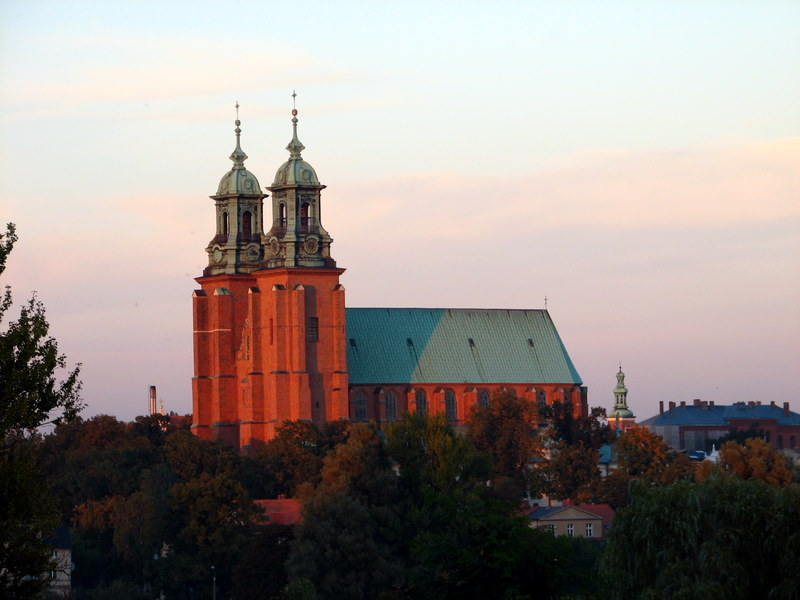
グニェズノ大聖堂と洗礼者ヨハネ教会
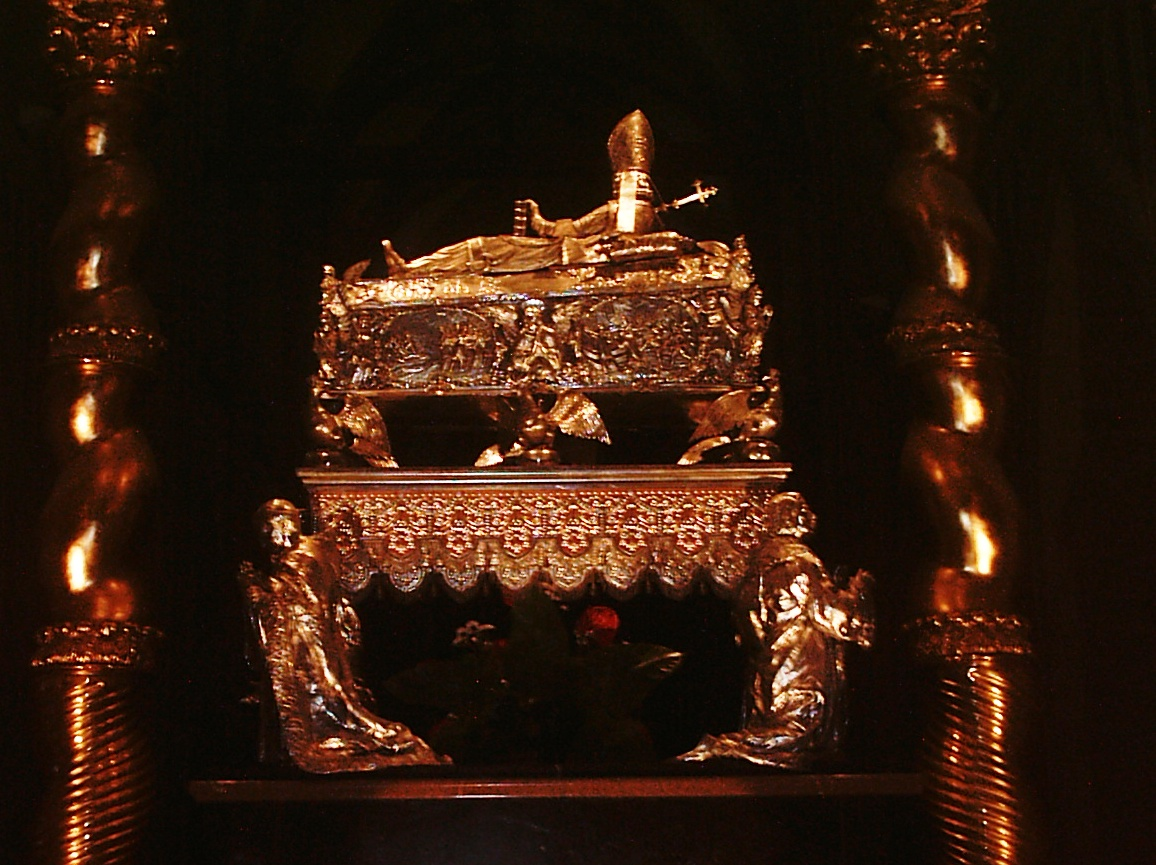
聖ヴォイチェフ/アダルベルトの墓所
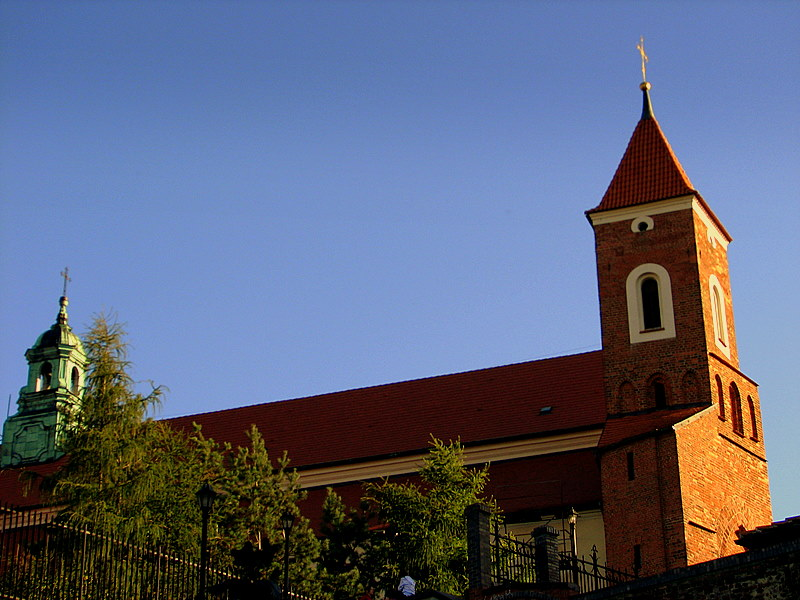
フランシスコ修道会

### カリシュ
古代ローマ時代の天文学者プトレマイオスが「カリシア」として紹介したポーランド最古の街。スラヴ語で「湿地帯」を意味する「カル」が語源。当時の「琥珀街道」にあり、琥珀その他の商品の一大集散地だった。この周辺ではローマ時代の遺物が大量に発掘される。城塞都市としては9世紀に建設。ずっとポーランド人（ポラン人）の実質的な支配下にあったが、1106年より正式にポーランド王国領となる。
中世ポーランド時代は木材の集散地で、それ以来、伝統的に木工品産業が盛ん。1264年には国内のユダヤ人の人権を保障する画期的な法律「カリシュの法令」が発布された。市庁舎は1426年に完成。
1793年の第二次ポーランド分割によりプロイセン王国に併合されてドイツ支配下に置かれる。1945年に第二次世界大戦末期にはナチス・ドイツとソビエト連邦の激しい戦闘で被災したが、戦後、元通りに修復された。
木材加工、食品加工、航空機エンジン生産が盛ん。ポーランドを代表するピアノメーカーの「#カリシア」社や、プラット・アンド・ホイットニー社の航空機エンジン工場などがある。市街地や聖ユゼフ教会などの歴史的建造物がみどころ。

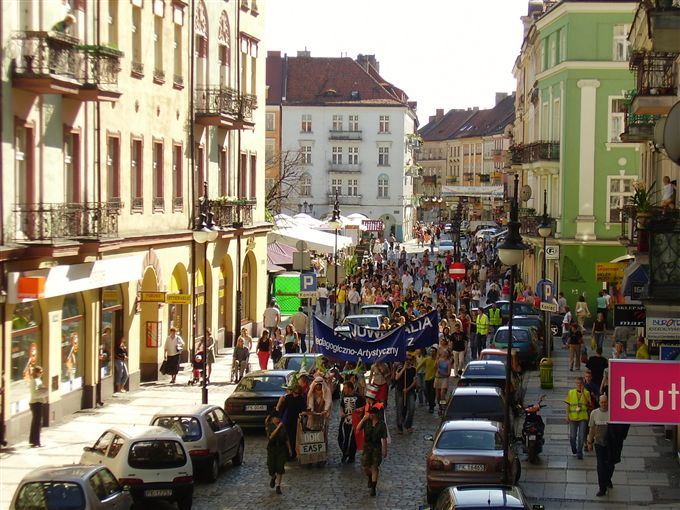
中心街
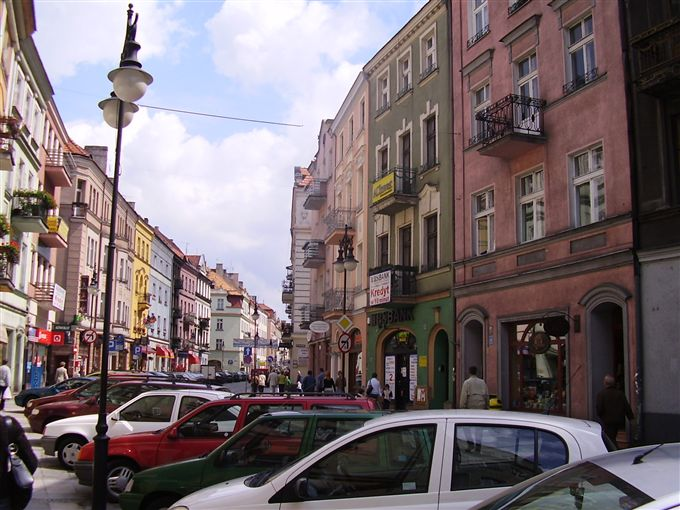
中心街
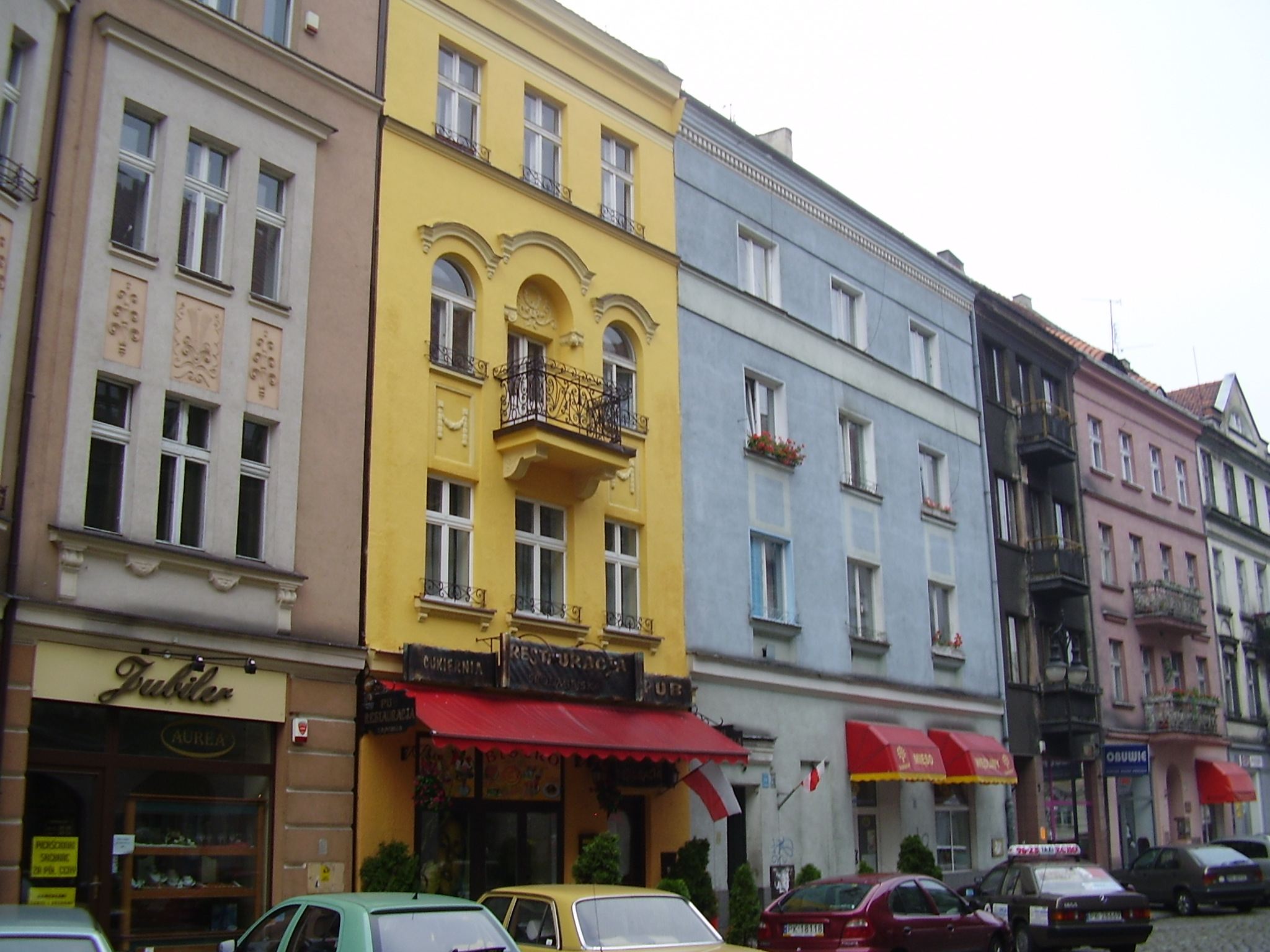
中心街
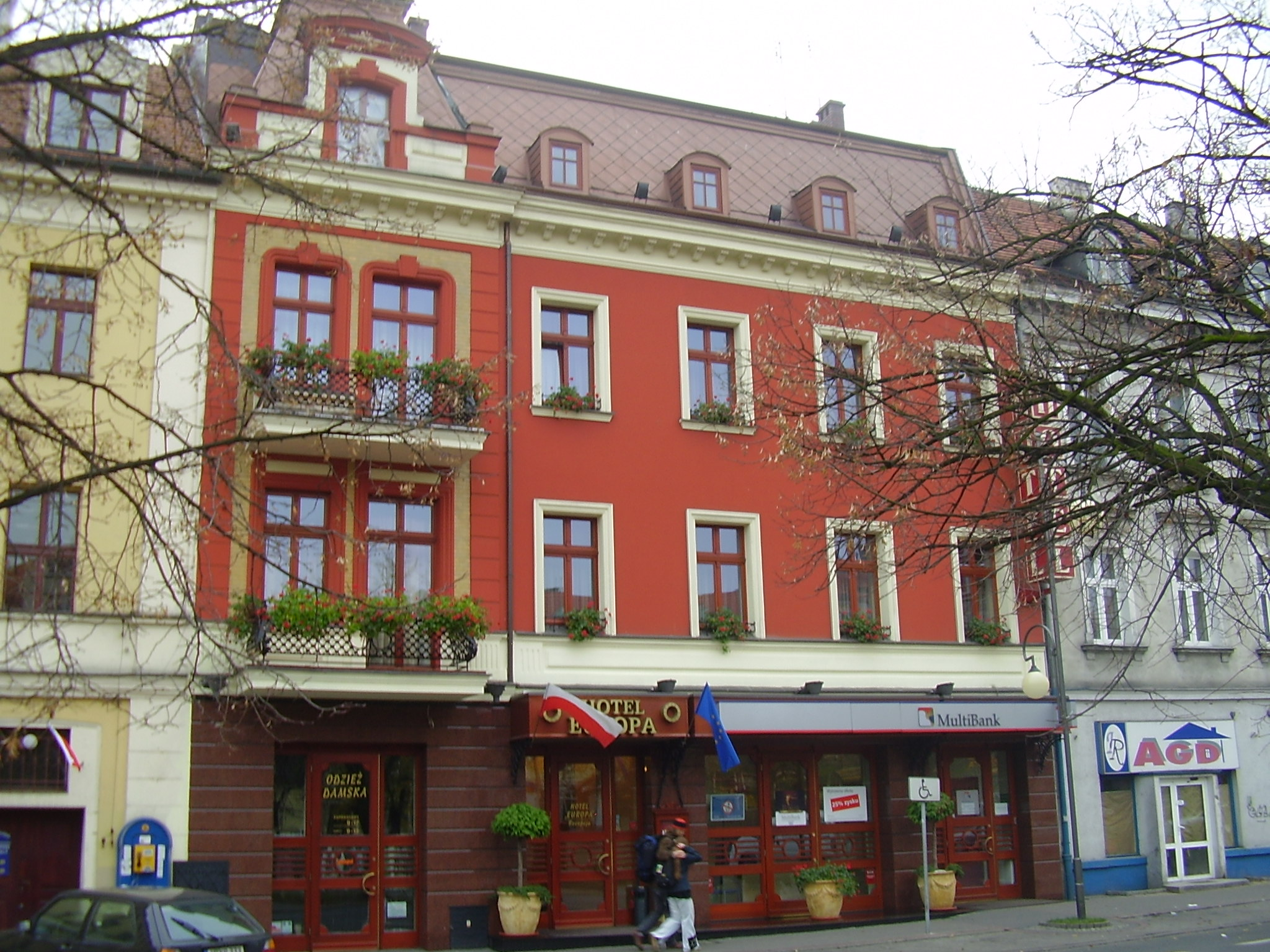
ホテル・エウロパ
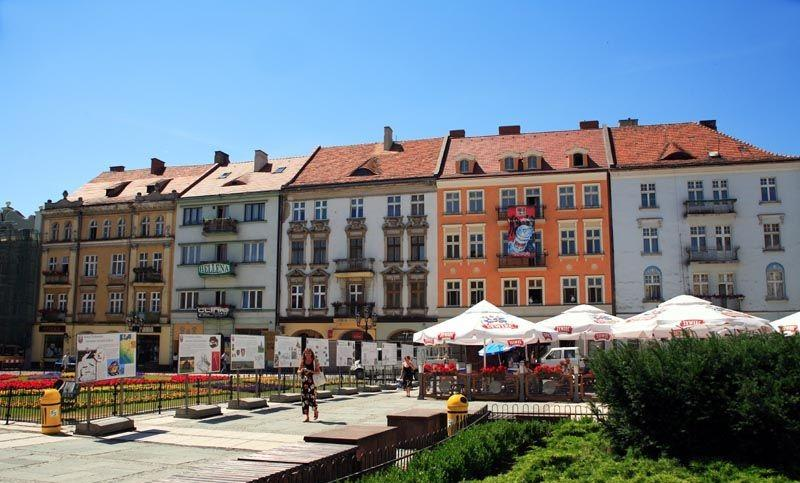
旧市街
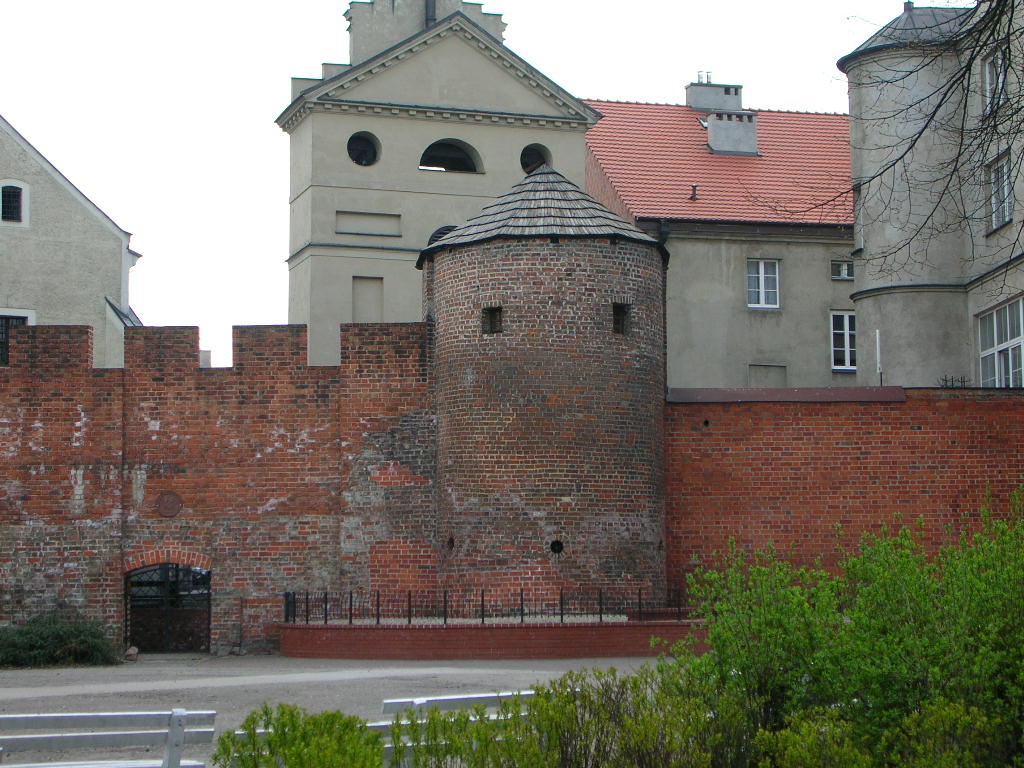
旧市街城壁
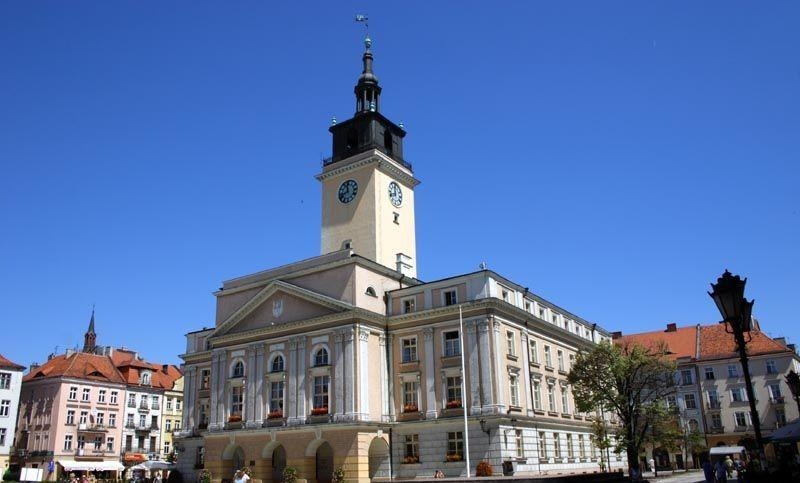
市庁舎
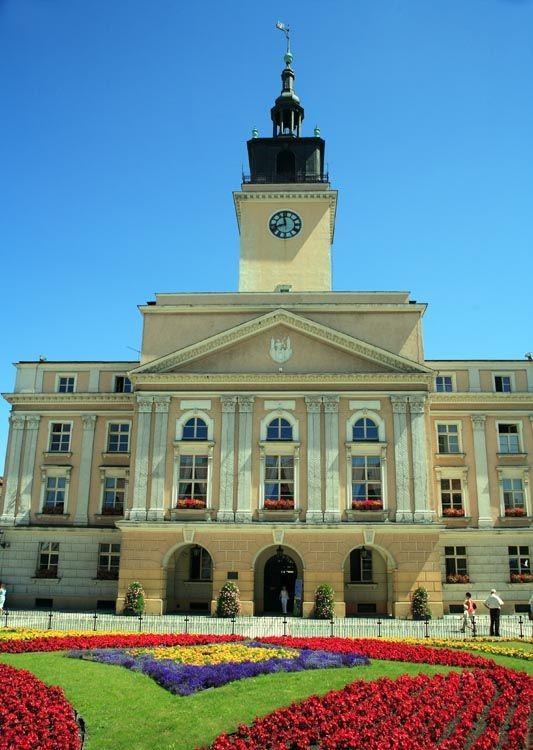
市庁舎
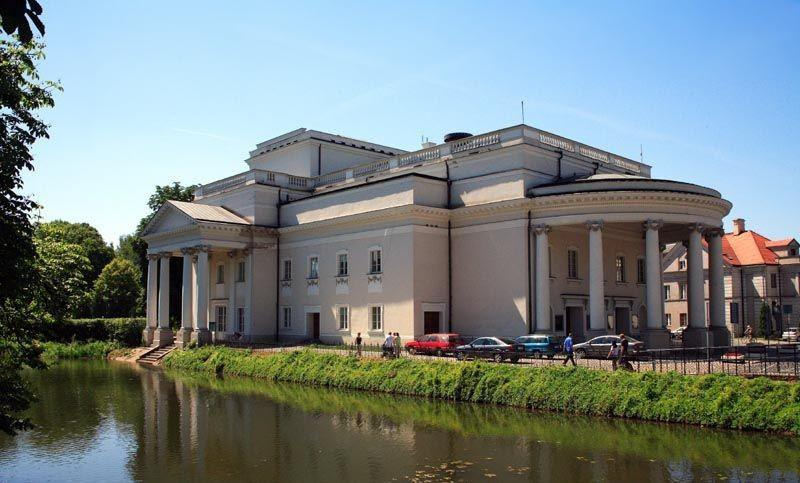
ヴォイチェフ・ボグスワフスキ劇場
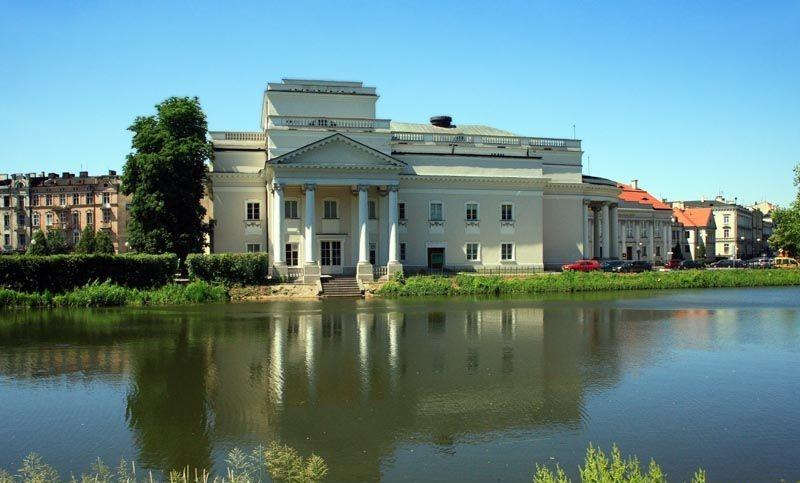
ヴォイチェフ・ボグスワフスキ劇場
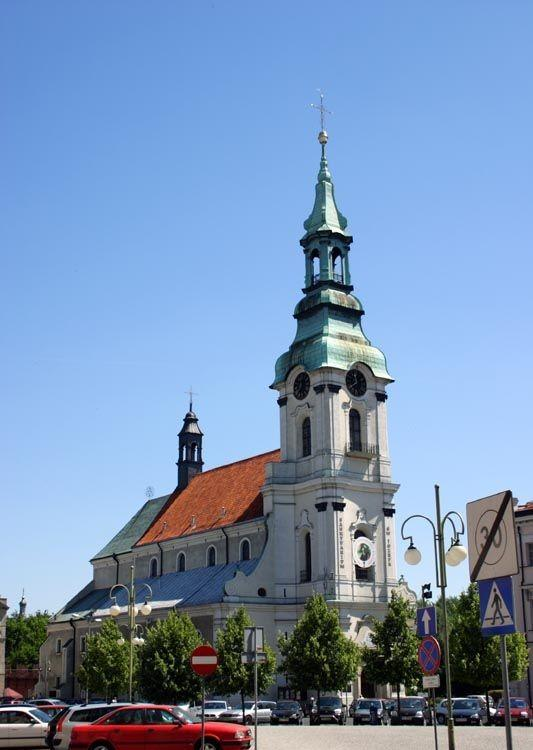
聖ユゼフ教会
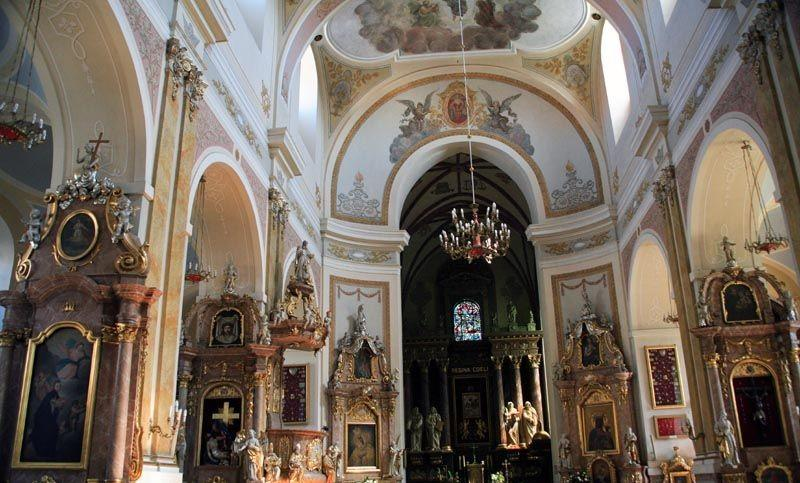
聖ユゼフ教会
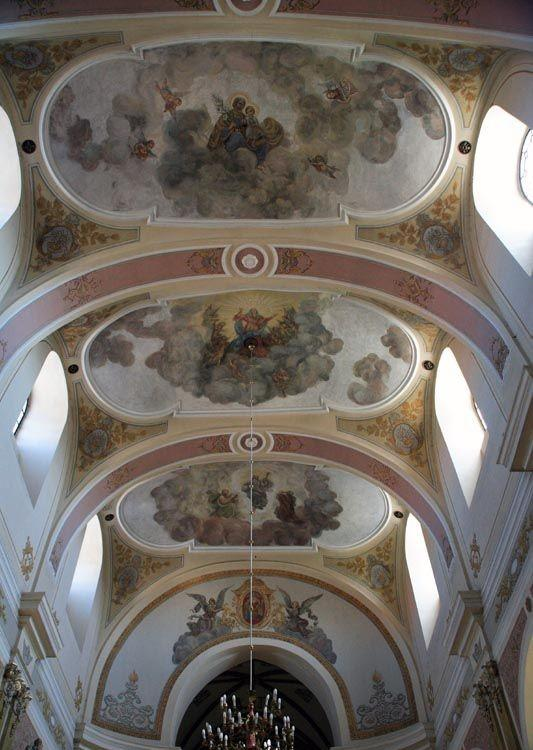
聖ユゼフ教会
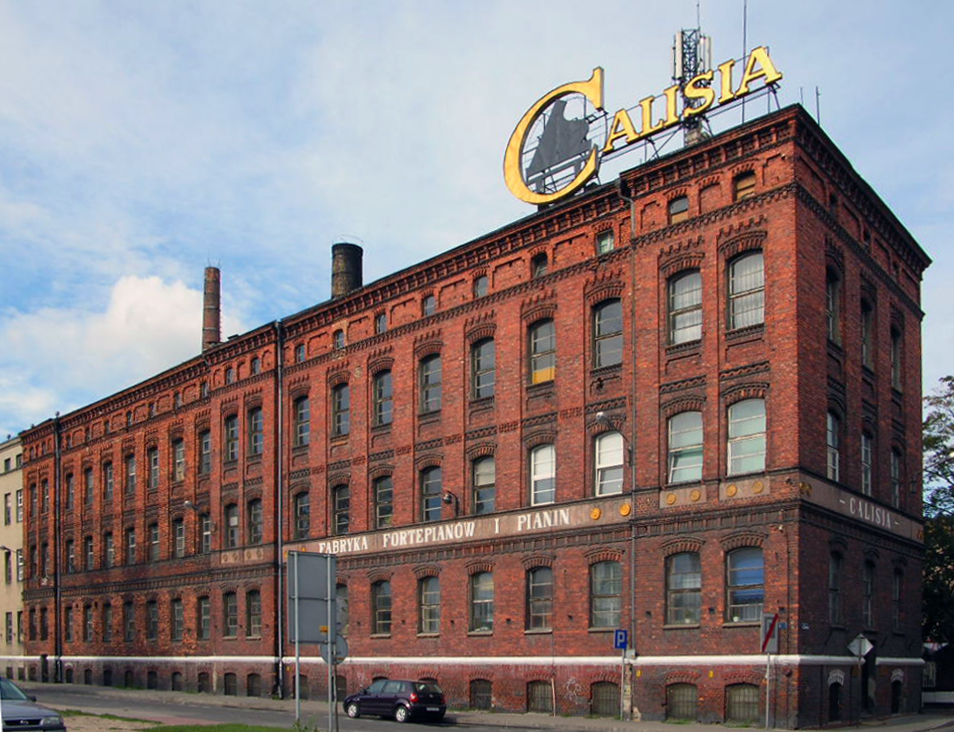
カリシア社工場

### ポズナン

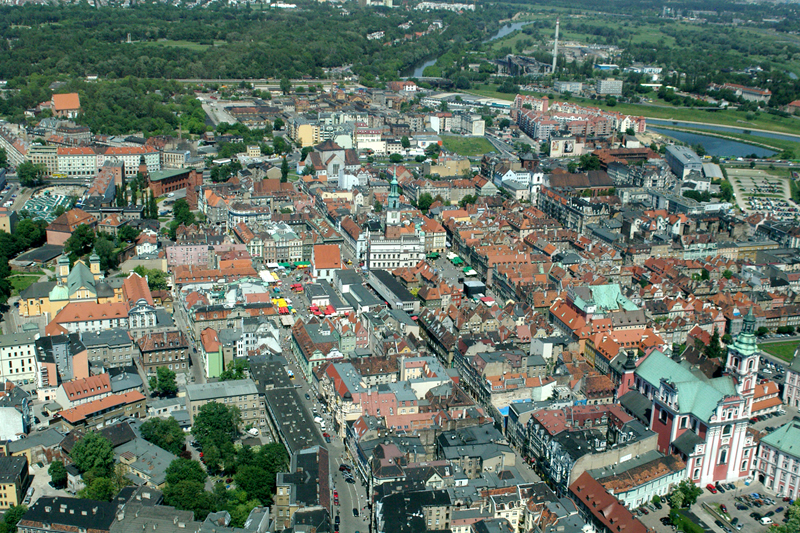
ポズナンの旧市街

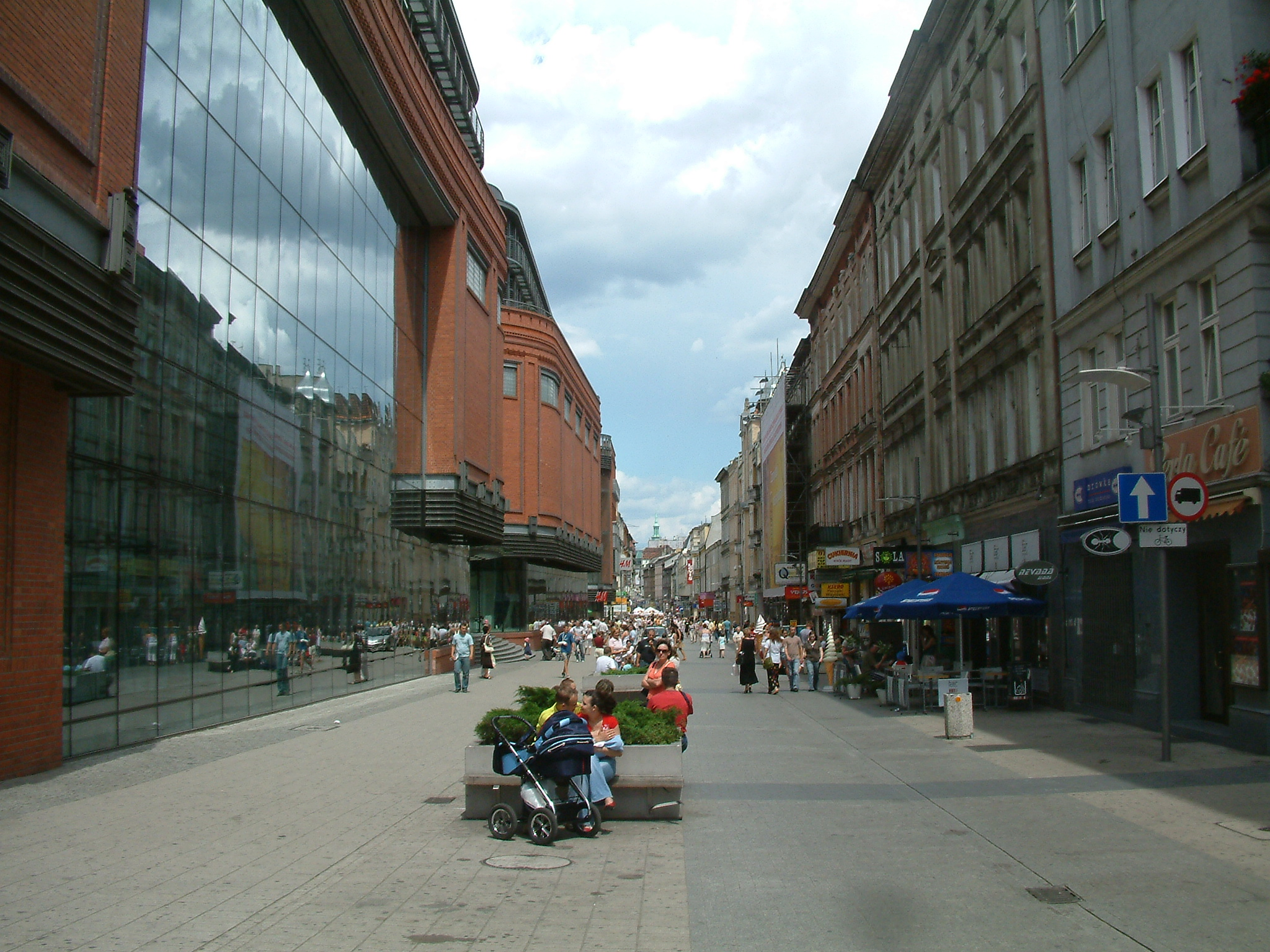
ポズナンの中心街

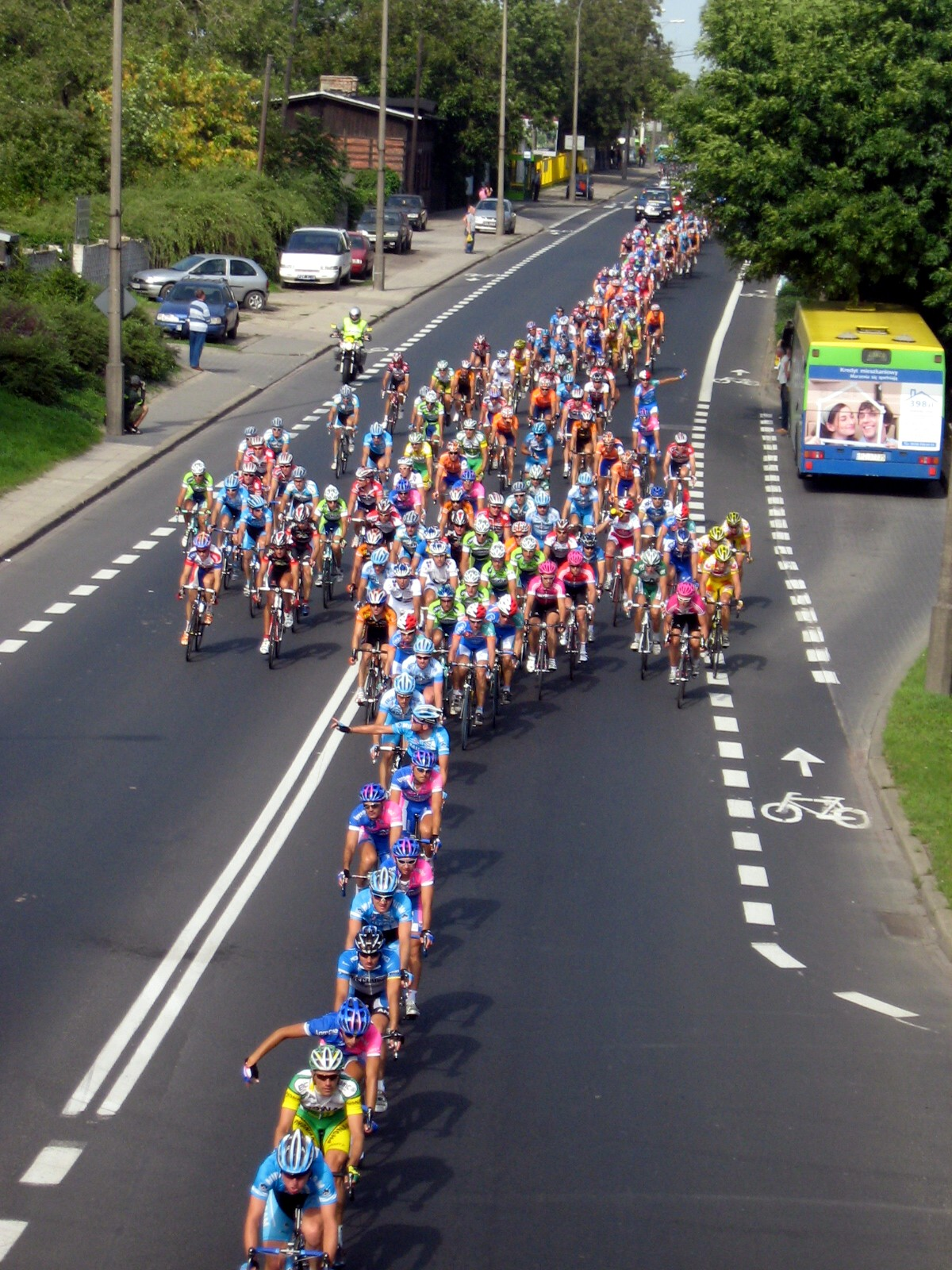
ツール・ド・ポローニュ

ヴィエルコポルスカ県の県都。ポーランドでも最も古い都市の一つであり、ポーランド王国の最初の首都であった。第二次世界大戦ではドイツ軍とソ連軍との戦闘で市街地の大半（旧市街の90%以上、市街地全体の55%以上）が破壊されたが、戦後に旧市街をはじめとした歴史的建造物はポーランド市民の努力で完全に復元され、中世の美しい姿を回復した。昔から東西陸上交易の中継地として栄えており、現在でもポーランドでも有数の商業都市で、国内外のメーカーによる大規模な見本市が開かれる。
| ポズナン                                   | ポズナン                                                           | ポズナン                                                   | ポズナン                                                   |
| ------------------------------------------ | ------------------------------------------------------------------ | ---------------------------------------------------------- | ---------------------------------------------------------- |
| フランチスカンスカ通りより旧市街広場を望む | 旧市街広場                                                         | 旧市街広場                                                 | 旧市庁舎                                                   |
| 歴史的建造物群                             |                                                                    |                                                            |                                                            |
| アポロの噴水とルネサンス時代の商人の館     | ゴシック様式の館                                                   | ネプチューンの噴水                                         | マルスの噴水                                               |
|                                            |                                                                    |                                                            |                                                            |
| ツィタデラ（水道橋）                       | ツィタデラの平和の鐘]                                              |                                                            |                                                            |
| 宗教施設                                   |                                                                    |                                                            |                                                            |
| 協同教区教会                               | 旧イエズス会                                                       | 諸聖人の教会                                               | 救世主教会                                                 |
|                                            |                                                                    |                                                            |                                                            |
| ベルナルド修道会の教会と修道院             | 丘の聖ヴォイチェフ（アダルベルト）教会                             | 丘の聖ヨゼフ教会（聖ヴォイチェフ／アダルベルト）           | 十字架賞賛教会                                             |
|                                            |                                                                    |                                                            |                                                            |
| 聖スタニスワフ・コストカ教会               | 聖ジャン・ヴィアンネィ教会                                         | バプティストの礼拝堂                                       | シナゴーグ                                                 |
| 王宮                                       |                                                                    |                                                            |                                                            |
| プシェミスウ丘の王の居城                   | 自由広場                                                           | ドイツ帝国時代の城                                         | 衛兵所                                                     |
| 劇場                                       |                                                                    |                                                            |                                                            |
| オペラ座                                   | コレギウム・マイウス                                               | 旧市立劇場                                                 | 新劇場                                                     |
| 政治、経済                                 |                                                                    |                                                            |                                                            |
| 旧食肉処理場                               | ポズナン水道局                                                     | ガス燈管理夫の像                                           | アダム・ミツキェヴィチ広場と1956年ポズナン民主化運動記念碑 |
|                                            |                                                                    |                                                            |                                                            |
| 聖マルティヌス通りの郵便局                 | 旧農協事務所                                                       | 旧アントニ・クシジャノフスキ会計事務所                     |                                                            |
| 博物館、図書館、公文書館、美術館           |                                                                    |                                                            |                                                            |
| 民族学博物館                               | バンベルク人移民博物館                                             | 国立博物館絵画館                                           |                                                            |
| 教育、医療                                 |                                                                    |                                                            |                                                            |
| ポズナン経済大学                           | ポズナン工科大学総長公邸                                           | アダム・ミツキェヴィチ広場とアダム・ミツキェヴィチ大学講堂 | ポズナン芸術科学友の会                                     |
|                                            |                                                                    |                                                            |                                                            |
| 聖アンナ病院                               | カロル・マルチンコフスキとパウル・フォン・ヒンデンブルクの住んだ家 | マルチン・カスプロヴィチの家                               | ユゼフ・レイトゲベルの家                                   |
|                                            |                                                                    |                                                            |                                                            |
| ヴィエジュビェンチツェ通りの旧家           | ソワチュ公園                                                       | 狭軌鉄道                                                   |                                                            |
| 軍事、警察                                 |                                                                    |                                                            |                                                            |
| 第15槍騎兵連隊の記念碑                     | 第15槍騎兵連隊                                                     | 20世紀初頭の軍服の警察官                                   | 騎馬警官                                                   |
| 民族                                       |                                                                    |                                                            |                                                            |
| バンベルク人移民の噴水                     | バンベルク人移民                                                   | コサック人                                                 |                                                            |

#### 湖水地方
ヴィエルコポルスカ地方（Wielkopolska）とは、ヴィエルコポルスカ県、ルブシュ県、クヤヴィ・ポモージェ県にまたがる5万5千平方キロメートルの広大な地域。ゴプラン湖（イェジォーロ・ゴプウォGopło）をはじめとする数千の大小さまざまな湖が散在する。

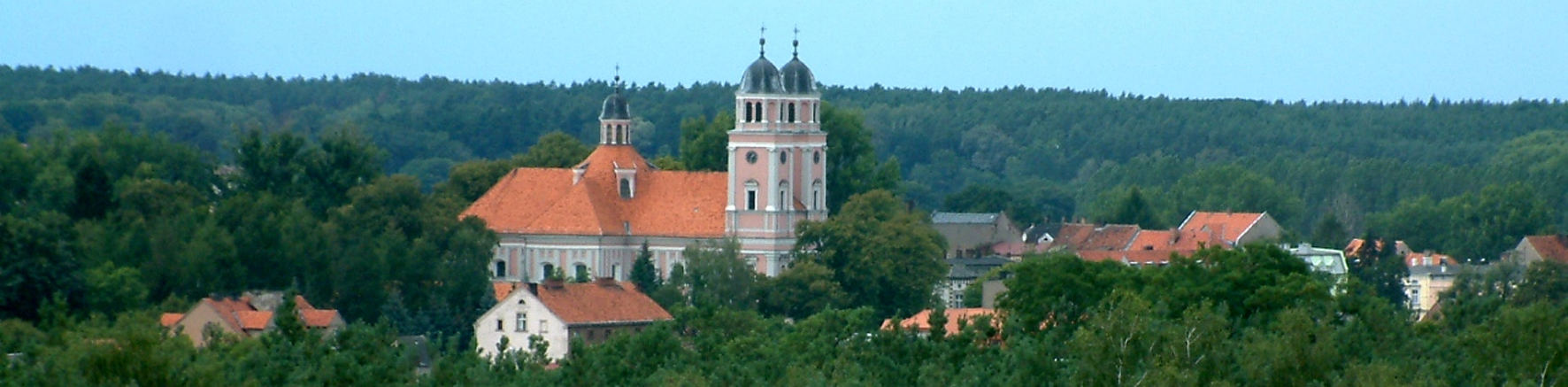
シェラクフ
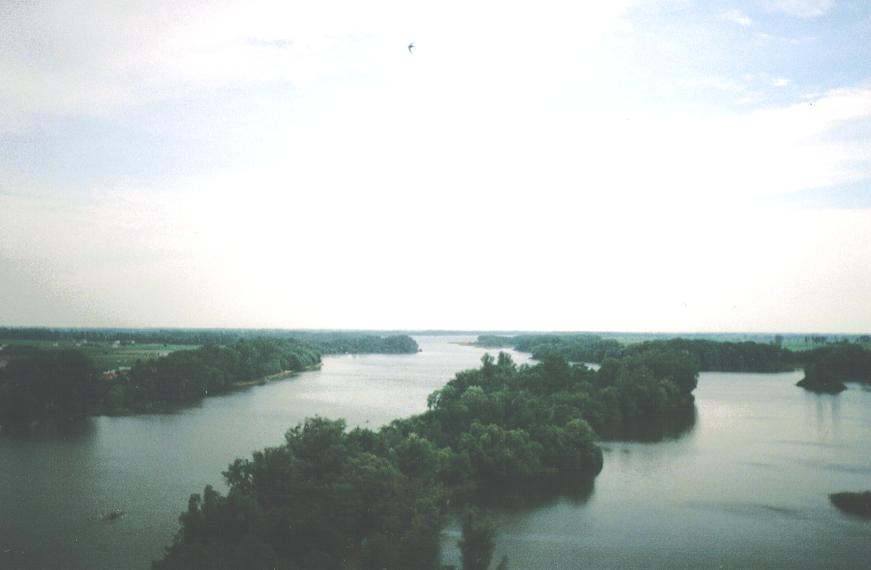
ゴプラン湖（中世前期ポーランド人のうちのゴプラン族の本拠地）

#### ヴォルシュティン
ヴォルシュティン（波: Wolsztyn）はヨーロッパで唯一、2014年停止まで蒸気機関車による旅客列車の定期運行で知られていた。特にイギリスの鉄道ファンに大変人気のある街。蒸気機関車の運行区間はヴォルシュティン-ポズナン間であったが、運行が終わった現在は博物館に転用

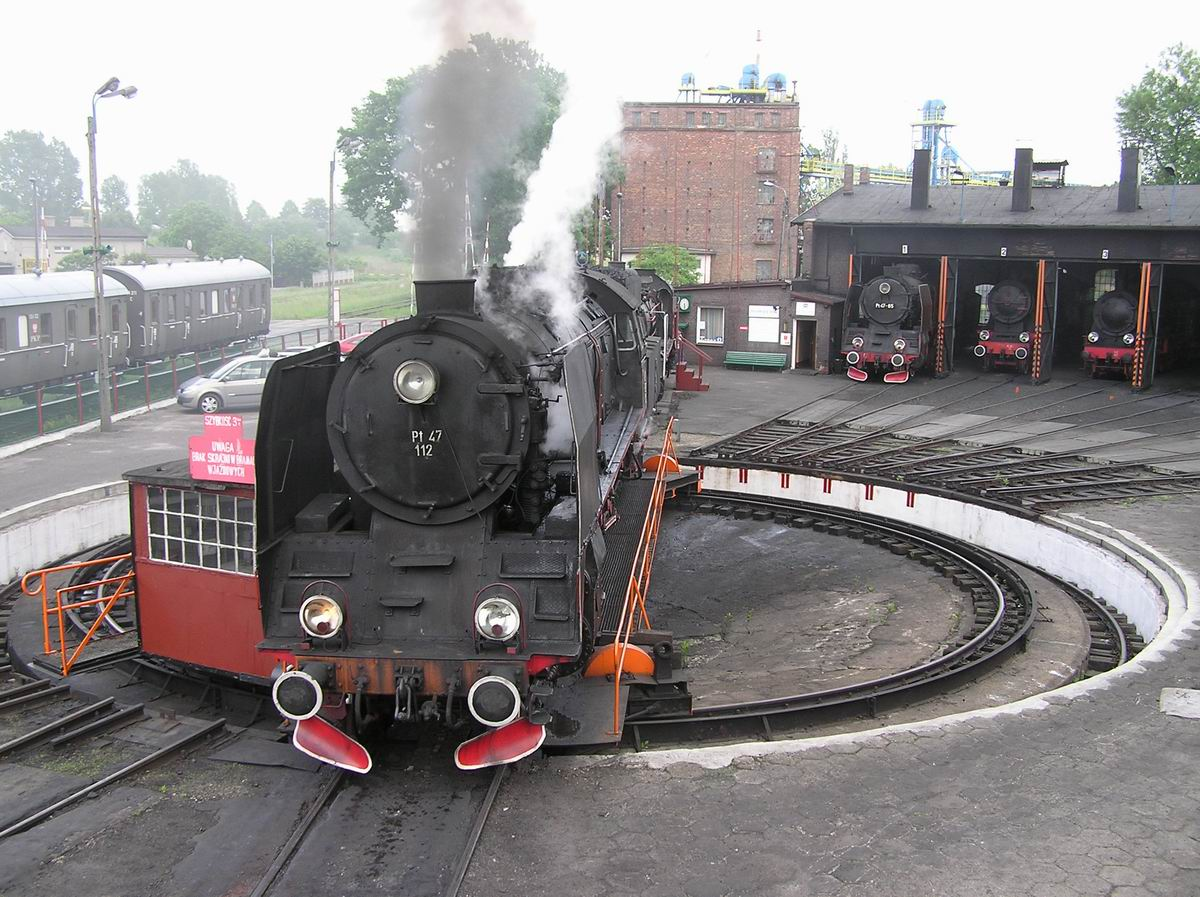
蒸気機関車の車庫とターンテーブル
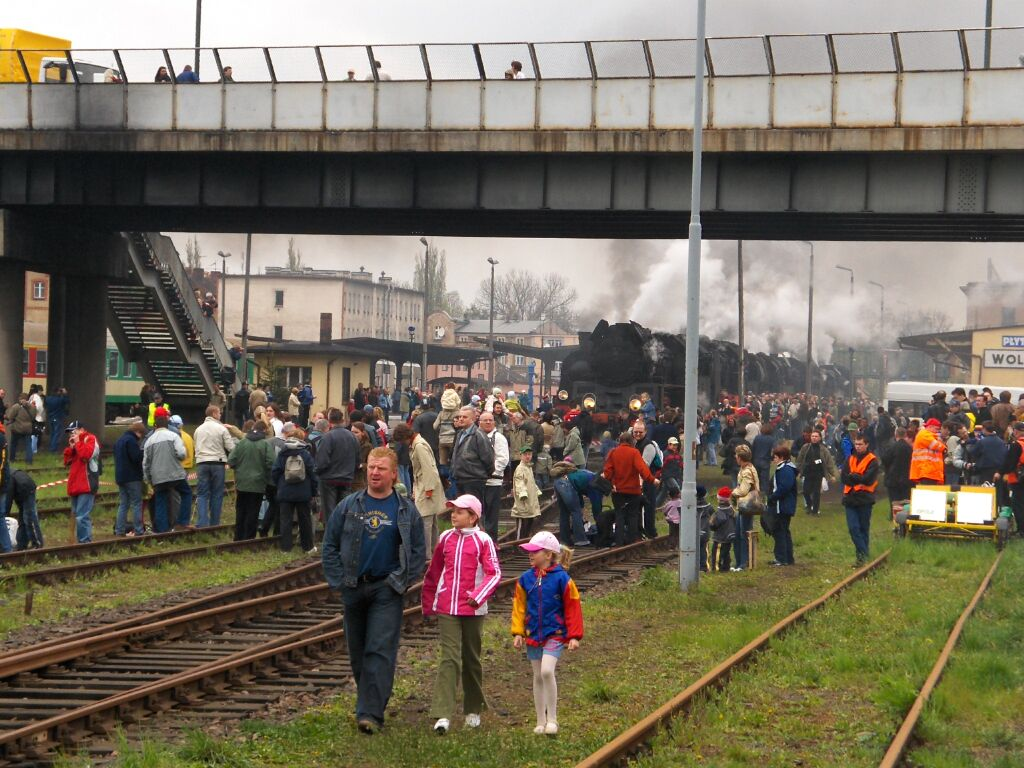
蒸気機関車のパレード
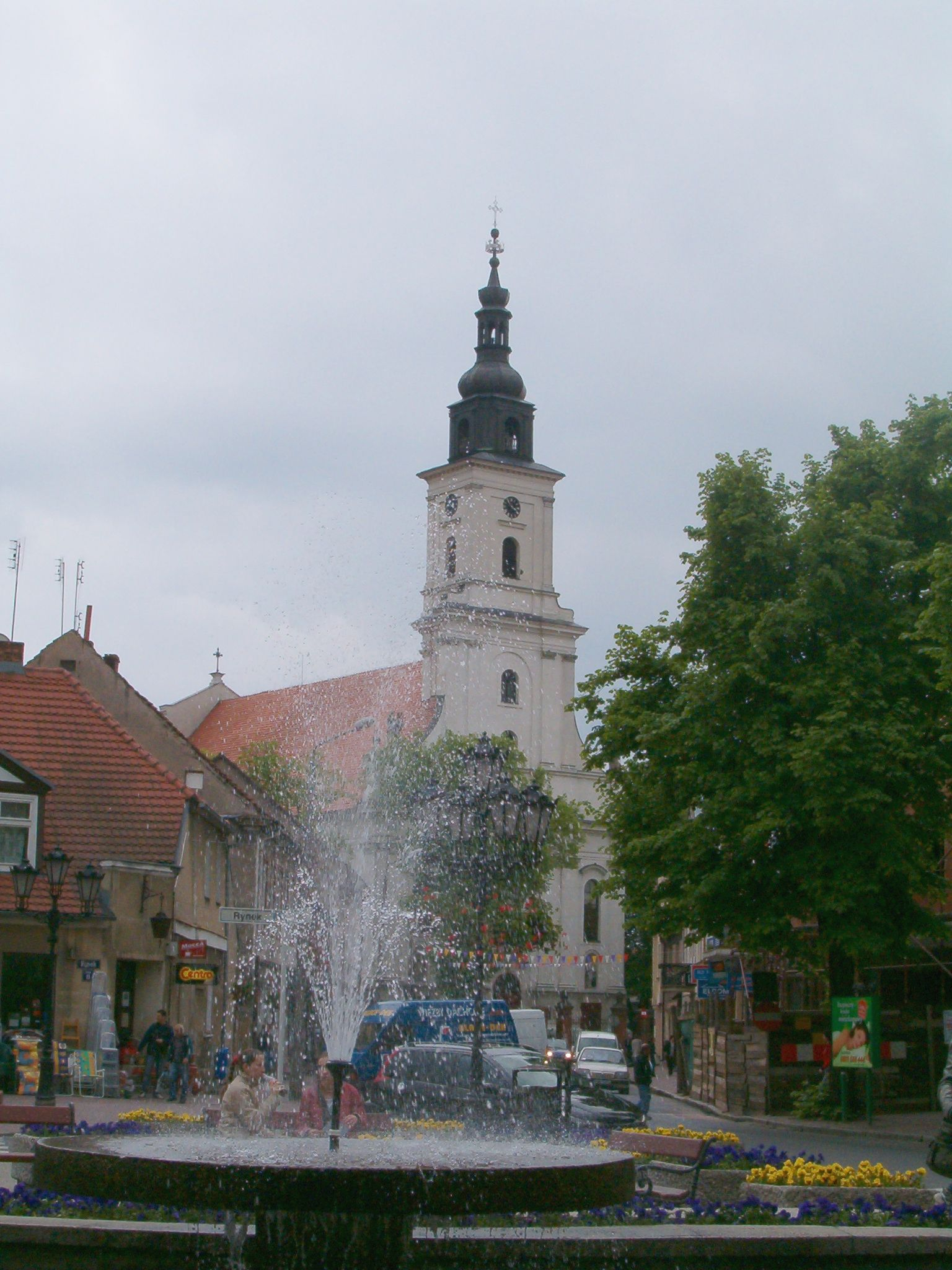
聖マリア教会
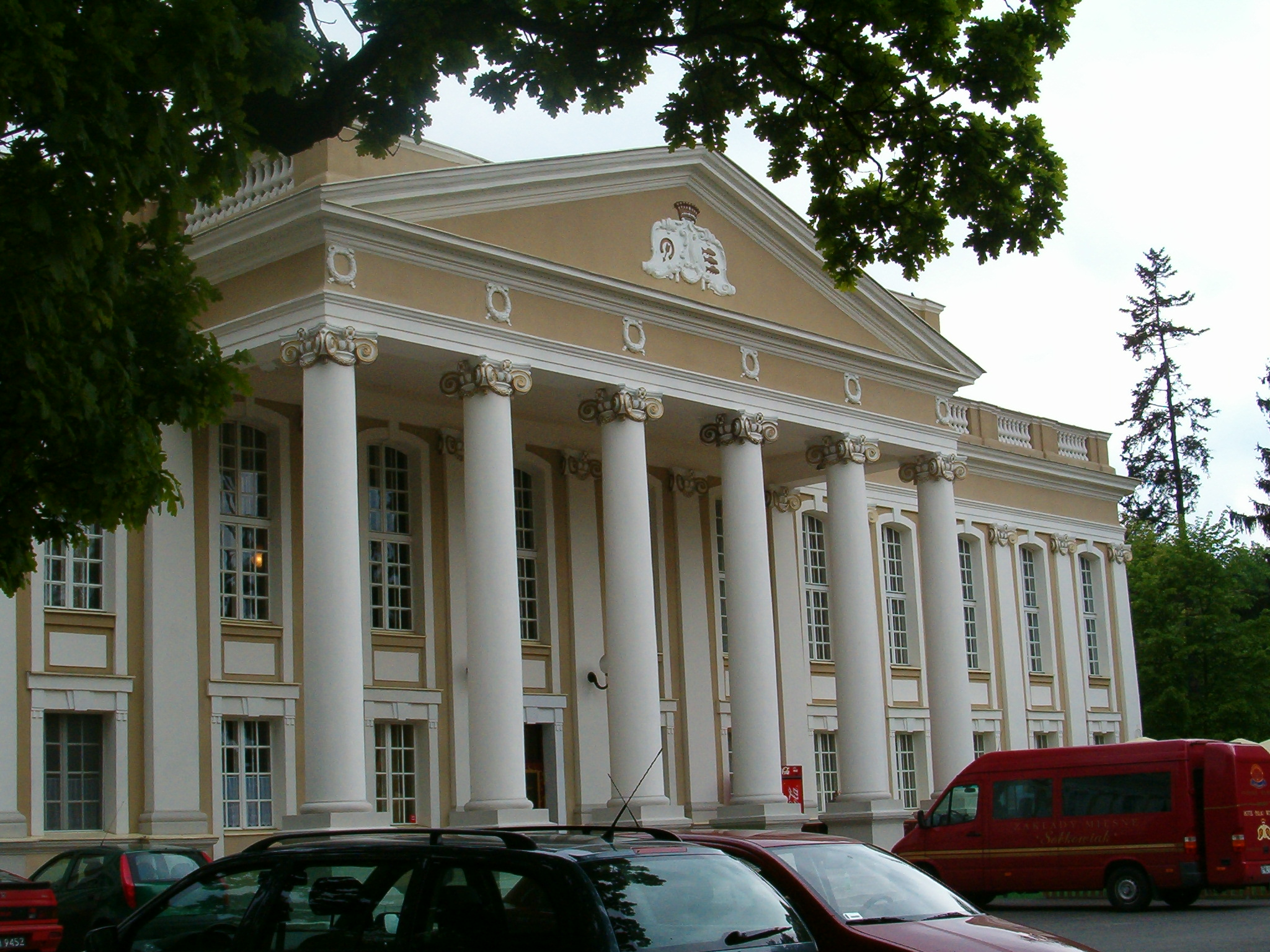
ヴォルシュティン宮殿（現在はホテル）